# Aziyadé
 (février 2025).
- Si vous ne connaissez pas le sujet, laissez ce bandeau (vous pouvez alors contacter les auteurs).
- Si vous supprimez le contenu mis en cause (vous pouvez préalablement contacter les auteurs),

argumentez précisément cette suppression dans la page de discussion
(un manque de référence n'est pas un argument ; une recherche réelle de référence doit avoir été effectuée, être formellement documentée).
Aziyadé est le premier roman de Pierre Loti, publié anonymement en 1879. Le livre a pour thème une histoire d'amour dans le cadre exotique de la Turquie de 1876-1877 entre un officier de marine européen et une jeune femme du harem d'un riche vieillard, d'abord à Salonique puis à Istanbul (Loti l'écrit Istambul ou Stamboul et utilise parfois le nom de Constantinople).
Pierre Loti présente d'ailleurs lui-même le roman comme « le récit, circonstancié et agrémenté de descriptions, d'une amourette à la turque » (Eyoub à deux, XXIII), mais la mort dramatique de l'aimée abandonnée malgré lui par le héros amènera celui-ci à prendre conscience de la profondeur de sa passion et lui fera rechercher la mort. Pierre Loti a écrit ainsi une version exotique du mythe romantique de l'amour tragique, les amants reposant tous deux dans la terre turque mais en des lieux différents.
La forme du roman est originale, mêlant à la fois le journal intime du héros et la correspondance qu'il échange avec des proches et qui permet le recul par rapport à l'intrigue. Pierre Loti exploite aussi la fragmentation stylistique en utilisant des paragraphes brefs et juxtaposés regroupés dans des chapitres eux-mêmes courts, ce qui crée une sorte de contrepoint au thème romantique de l'œuvre.
Le roman — moins lu aujourd'hui — reste emblématique de l'orientalisme qui a marqué la littérature et les arts du XIXe siècle en France.

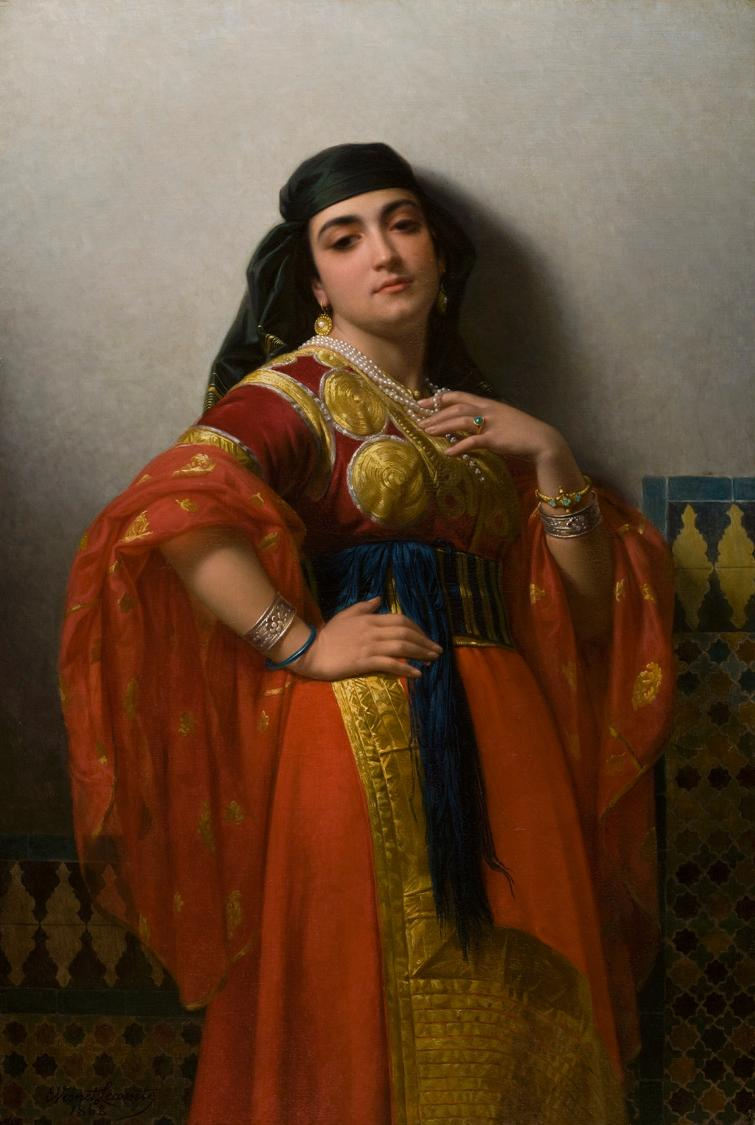
Beauté orientale. Tableau d'Émile Vernet-Lecomte, 1869.

## Résumé

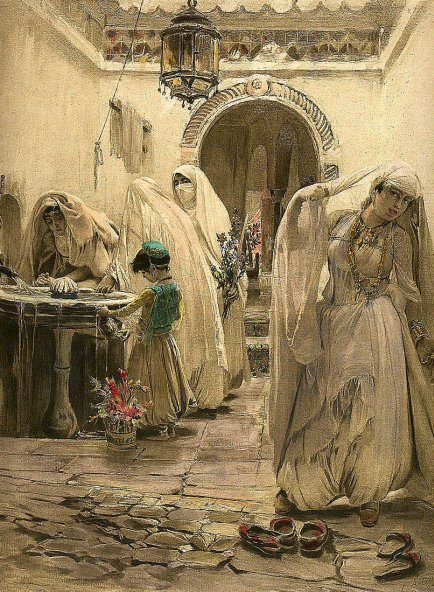
La Fontaine du harem, Frederick Arthur Bridgman, 1875.

Loti raconte son histoire qui commence le 16 mai 1876 où, jeune officier de marine anglais de 27 ans débarquant à Salonique, il est séduit par une jeune femme dont il ne voit que les yeux : « Les prunelles étaient bien vertes, de cette teinte vert de mer d’autrefois chantée par les poètes d’Orient. Cette jeune femme était Aziyadé. » Décidé à ne pas rejoindre son navire, il tourne autour de la maison et fait la rencontre de Samuel, dépenaillé mais sympathique et serviable, avec « ses airs câlins », « Turc d’occasion, israélite de foi, et Espagnol par ses pères ». Avec l’aide du dévoué Samuel, il entre en contact avec la belle Circassienne de dix-huit ans cloîtrée dans le harem d’un vieux Turc. La servante Kadija aide de son côté sa maîtresse et finalement le 27 juillet, le couple se retrouve seul dans une barque sur le Bosphore et, « enivrés d’amour, et tout trempés de la rosée du matin », ils peuvent « goûter ensemble les charmes enivrants de l’impossible ». Mais le 30 juillet, Loti reçoit l’ordre de quitter brutalement Salonique (et Aziyadé) pour Istanbul. Il y retrouve le débrouillard Samuel et s’installe dans le quartier de Péra, vivant comme un Turc, attendant la venue promise de la bien-aimée. Il se lie d'amitié avec Achmet, qui lui fait découvrir les quartiers populaires d’Istanbul et remplace à peu près Samuel dans la suite du roman.

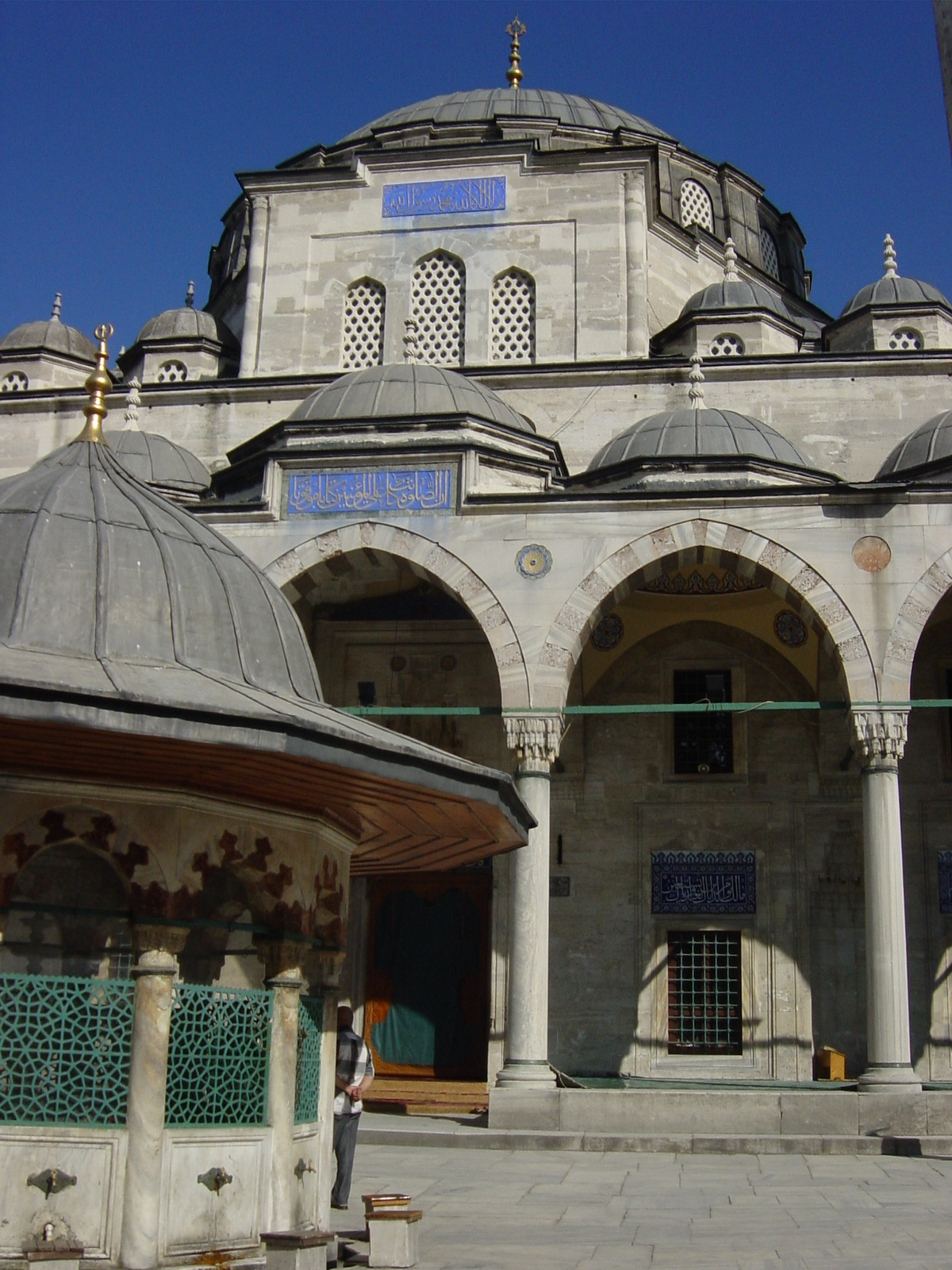
Mosquée Pasha Camii à Eyüp (Istanbul).

La deuxième partie du roman Eyoub à deux (Eyoub est un quartier d’Istanbul, aujourd’hui Eyüp) s’ouvre par les retrouvailles le 4 décembre 1876. Aziyadé l’assure de son amour absolu qui fait sa raison de vivre : « Tu es mon Dieu, mon frère, mon ami, mon amant ; quand tu seras parti, ce sera fini Aziyadé ; ses yeux seront fermés, Aziyadé sera morte. » En janvier 1877, Loti est pris par une passion sensuelle pour une autre femme et Aziyadé le quitte puis revient : l’amour partagé rayonne et Loti se fait tatouer sur le cœur le nom turc d’Aziyadé puis voyage à travers la Turquie pour découvrir la terre des ancêtres d’Aziyadé. Le 19 mars 1877, l’ordre de départ arrive et Loti a la tentation de se faire naturaliser Turc pour rester auprès de la femme qu’il aime mais y renonce finalement. Le dernier rendez-vous et la séparation ont lieu le 24 mars : Loti effectue ses dernières promenades dans Istanbul et le 26 mars son navire est en mer en direction de l'Angleterre.
Le 20 mai 1877 (dernière partie : « Azraël »), il est de retour à Istanbul où il apprend le destin d’Aziyadé morte d’amour et d’isolement après sa mise à l’écart dans le harem. Loti visite sa tombe au cimetière, bouleversé par « une tristesse immense et recueillie » et songe à mourir.
Le roman s’achève sur un bref épilogue constitué par un entrefilet d’un journal de Stamboul qui dit la mort au combat du héros : « Parmi les morts de la dernière bataille de Kars, on a retrouvé le corps d’un jeune officier de la marine anglaise, récemment engagé au service de la Turquie sous le nom de Arif-Ussameffendi. »

## Éléments d’approche

### Publication

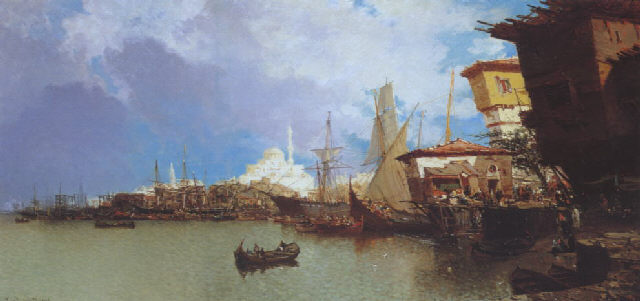
Bateaux sur le Bosphore à l'époque de Loti (Jean-Baptiste Henri Durand-Brager).

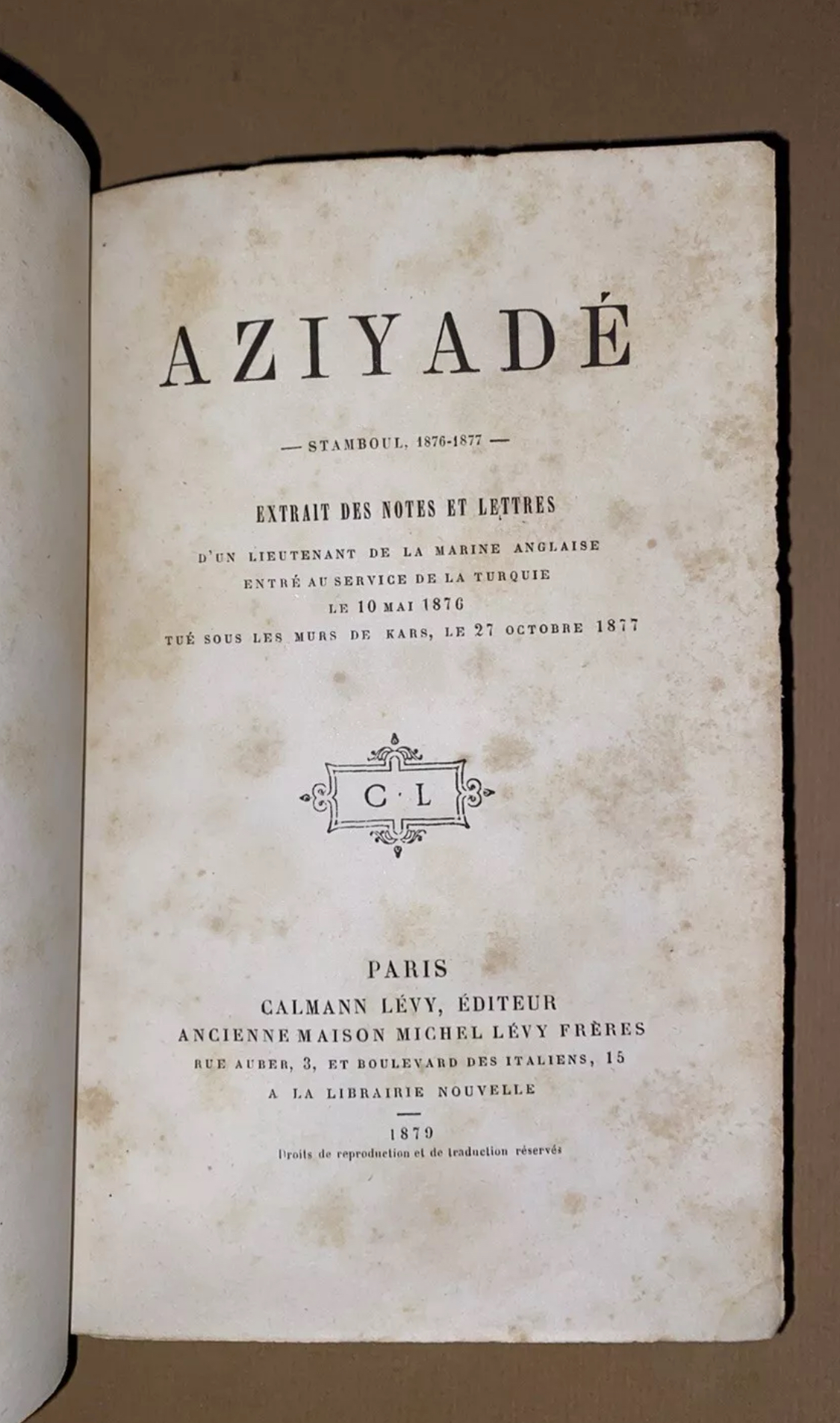
Page de titre de l'édition originale anonyme d'Aziyadé de 1879.

C'est grâce à l'aide de ses amis que Pierre Loti fait publier anonymement le roman en 1879 à la librairie Calmann-Lévy : ceux-ci l'ont encouragé à compléter les textes fragmentaires qu'il leur lisait pour en faire un livre. Dans son Discours de réception à l’Académie française le jeudi 7 avril 1892, Pierre Loti présente ainsi son roman : « Je livrai au public, sans oser d’abord les signer d’aucun nom, ces fragments du journal de ma vie intime. » Au début de Fantôme d'Orient, Pierre Loti revient sur Aziyadé : « Pauvre petit livre, très gauchement composé, je pense, mais où j'avais mis toute mon âme d'alors, mon âme en déroute et prise des premiers vertiges mortels, ne pensant pas du reste que je continuerais d'écrire et qu'on saurait plus tard qui était l'auteur anonyme d'Aziyadé. (Aziyadé, un nom de femme turque inventé par moi pour remplacer le véritable qui était plus joli et plus doux, mais que je ne voulais pas dire.) »
La réception de l'ouvrage a été plutôt favorable, tant par la critique que par les lecteurs, et a commencé à établir la réputation de Pierre Loti. On peut noter que l'édition originale anonyme de 1879 publiée par Calmann-Lévy, est extrêmement rare et a toujours été très convoitée par les bibliophiles. La première édition portant le nom de l’auteur Pierre Loti date de 1893 chez Calmann-Lévy.

### Une œuvre autobiographique?

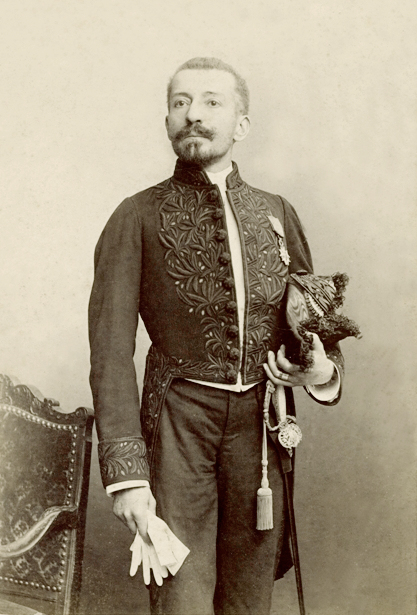
Pierre Loti en académicien, en 1892, à 42 ans.

La part autobiographique est certaine dans les notations concernant le monde ottoman que Loti a aimé et décrit. Mais lui-même dans Fantôme d'Orient parle d'« Un certain Loti de convention, auquel je m'imaginais ressembler » et reconnaît « tout ce passage imaginaire d'Azraël que j'avais ajouté, non pas seulement parce qu'il me semblait, avec mes idées d'alors sur les histoires écrites, qu'un dénouement était nécessaire, mais bien plutôt parce que j'avais ardemment rêvé, pour nous deux, de finir ainsi. »
La vraisemblance de l'intrigue a été discutée : certains critiques ont souligné l'invraisemblance de la rencontre entre un Européen de passage et une femme dans un harem. D'autres comme Roland Barthes (dans une préface reprise dans Le Degré zéro de l'écriture en Points Seuil) a même avancé qu'Aziyadé était un personnage destiné à masquer la véritable histoire sentimentale de Loti à Istanbul : une liaison homosexuelle avec Samuel, l'ami de Salonique, puis avec Achmet avec qui il se lie à Istanbul,.

### Composition

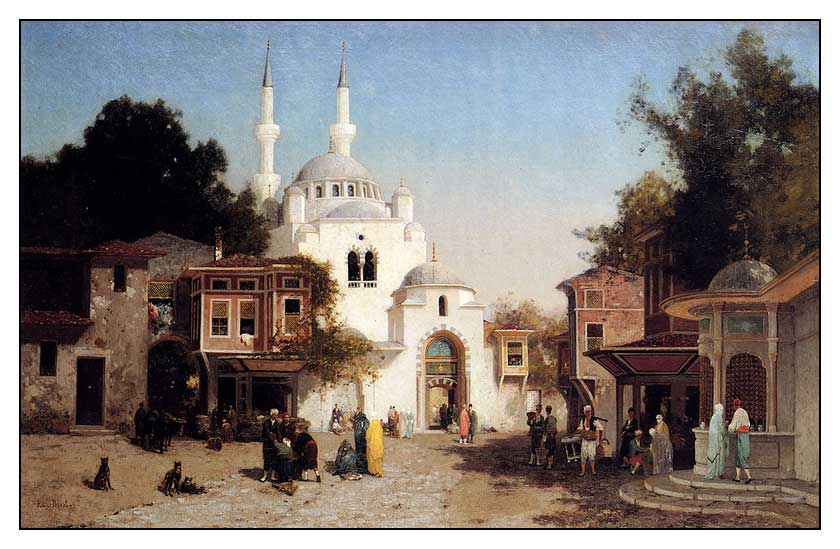
Une mosquée d'Istanbul au XIXe siècle (Fabius Brest).

Aziyadé est le premier roman de Pierre Loti et lui-même le trouvait « gauchement composé ».
Le roman Aziyadé se présente sous la forme du journal intime en français d'un officier de la marine britannique appelé Loti (sans prénom). Le sous-titre en est Extrait des notes et lettres d’un lieutenant de la marine anglaise entré au service de la Turquie le 10 mai 1876 tué dans les murs de Kars le 27 octobre 1877. Ce journal, écrit au passé, est entrecoupé de lettres reçues par Loti ou envoyées par lui à ses proches (sa sœur, ses amis officiers de marine) : l'introduction partielle d'un roman épistolaire permet l'approfondissement de l'analyse psychologique et la mise à distance de l'intrigue. Ces lettres permettent aussi à l'auteur de faire le point en récapitulant l'action.
Le texte est divisé en plusieurs parties : référence édition
- une courte préface (1 page) écrite par un ami du héros mort (« ce Loti que nous aimions ») dont il fait le portrait physique et moral ambivalent à l'aide de vers d'Alfred de Musset et de Victor Hugo. La préface donne en même temps des indices sur le genre littéraire à travers la référence à l'œuvre de Musset : « Namouna, conte oriental » et « ce livre n’est point un roman, ou, du moins, c’en est un qui n’a pas été plus conduit que la vie de son héros. »
- Une première partie de 23 pages : Salonique, Journal de Loti couvre la période du 16 mai 1876 au 30 juillet qui se déroule à Salonique.
- Une deuxième partie de 31 pages : Solitude, située à Constantinople/Istanbul et commençant le 3 août 1876.
- Une troisième partie de 90 pages (la plus longue) : Eyoub à deux va du 4 décembre 1876 au printemps 1877.
- Une quatrième partie de 60 pages a pour titre : Mané, Thécel, Pharès ce qui annonce une fin dramatique par la référence à un épisode biblique (mots d'avertissement tragique au roi Balthazar interprétés par le prophète Daniel: « Tes jours sont comptés ; tu as été trouvé trop léger dans la balance ; ton royaume sera partagé ». Ce qui advint.) La période concernée est le printemps 1877 (19 mars - mai)
- Une dernière partie très brève (6 pages) intitulée Azraël du nom de l'ange de la mort dans les traditions bibliques et coraniques. Le récit couvre la journée du 20 mai 1877 avec le retour à Istanbul et l'annonce de la mort d'Aziyadé. Un bref épilogue de quelques lignes à la 3e personne annonçant la mort du héros quelques mois plus tard.

### Style

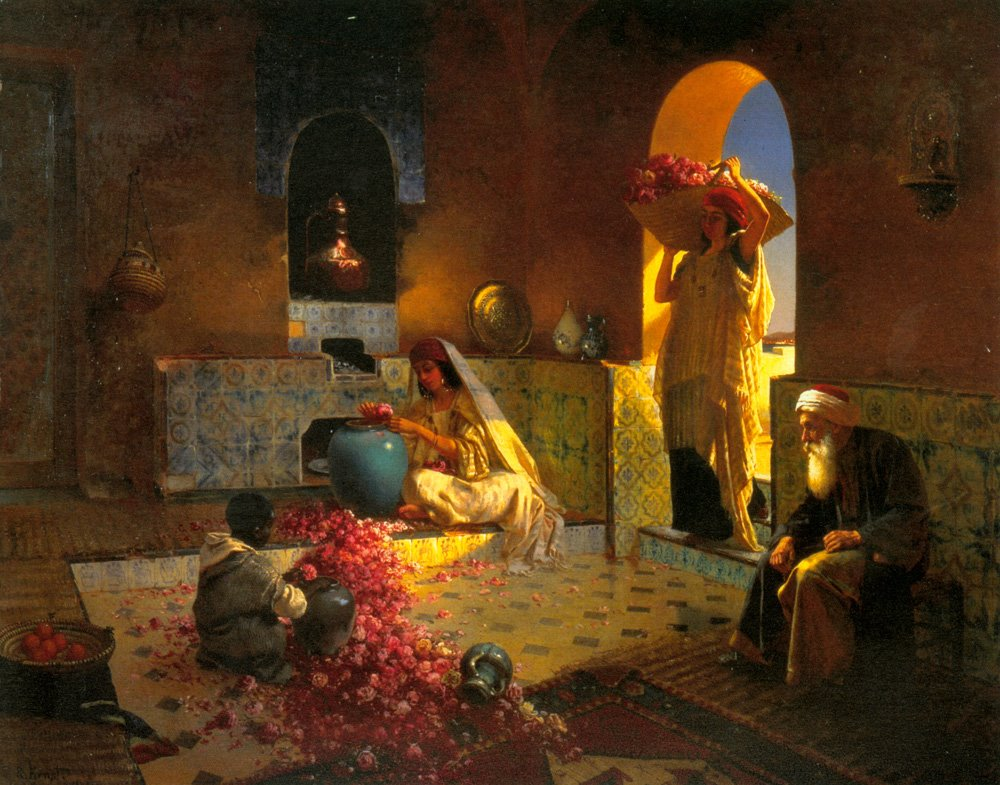
Vie quotidienne orientale (Rodolphe Ernst).

- Le récit sous forme de journal intime mêlé de correspondance se présente sous la forme de notes chronologiques ayant la forme de fragments qui constituent des paragraphes de 1 à 10 lignes (rarement davantage sauf dans les lettres comme dans Eyoub à deux,XL). Ces § sont regroupés dans des chapitres parfois très courts (un § de 3 lignes : Solitude, XIX - Eyoub à deux, XXVII) mais parfois de plusieurs pages comme pour les lettres (Eyoub à deux,XXIII ou XL).

Pierre Loti utilise ainsi un style fondé sur la parataxe qui, avec une mise en page aérée, donne du dynamisme au texte ex : Eyoub à deux, XV
« Une belle nuit de Noël, bien claire, bien étoilée, bien froide.
À onze heures, je débarque du Deerhound au pied de la vieille mosquée de Foundoucli, dont le croissant brille au clair de lune.
Achmet est là qui m’attend, et nous commençons aux lanternes l’ascension de Péra, par les rues biscornues des quartiers turcs.
Grande émotion parmi les chiens. On croirait circuler dans un conte fantastique illustré par Gustave Doré. »
- Pierre Loti a aussi assez souvent recours à des références artistiques (ex; Gustave Doré, ci-dessus) ou littéraires avec des citations poétiques de Victor Hugo, d'Alfred de Musset ou de textes orientaux (Eyoub à deux LIV, texte de Ferideddin Attar, poète persan : « L’essence de cette région est l’oubli… /Quiconque est plongé dans l’Océan du cœur a trouvé /le repos dans cet anéantissement. /Le cœur n’y trouve autre chose que le ne pas être… » - Extrait d’une vieille poésie orientale Eyoub à deux, LXVII).

- L'auteur cherche aussi à renforcer l'exotisme en transcrivant les paroles en turc. Exemple, dans Eyoub à deux, II : « – Severim seni, Lotim ! (Je t’aime, Loti, disait-elle, je t’aime !) – Je voudrais manger les paroles de ta bouche ! Senin laf yemek isterim ! (Loti ! je voudrais manger le son de ta voix !).

### L’aspect documentaire du roman

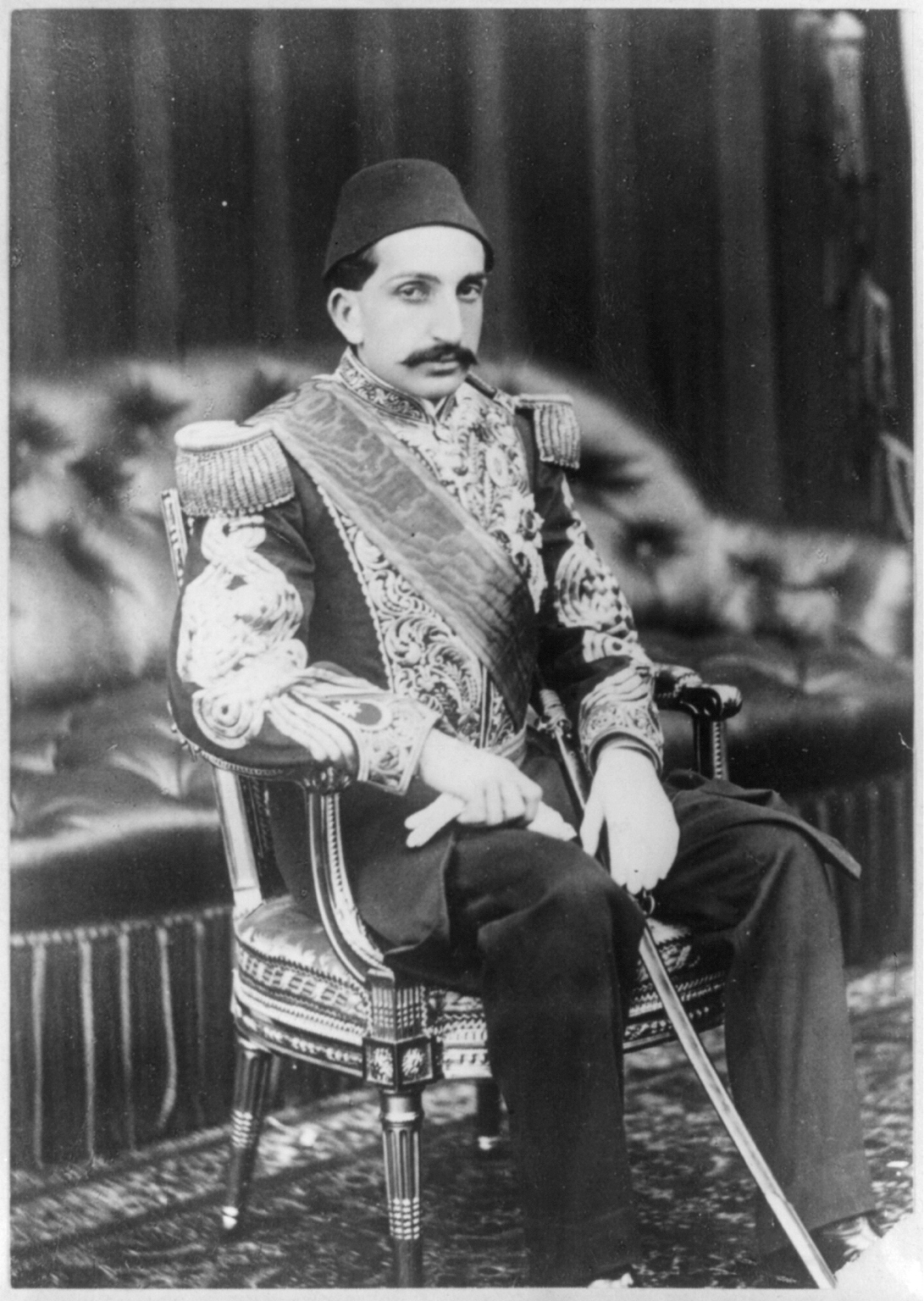
Le sultan Abdülhamid II.

Pierre Loti rend compte du contexte historique et politique qui voit l'Empire ottoman abandonner les Balkans et la présence de toutes les marines d'Europe à Salonique ou la déposition du sultan Mourad, l'avènement d'Abd-ul-Hamid (Solitude, XII) et la proclamation de la Constitution (Eyoub à deux, XVII).
Il décrit aussi richement Istanbul (Solitude, VII - Eyoub à deux, XII) ou d'autres contrées turques à l'époque (Salonique, Nicée). Il s'attache aussi à croquer des scènes de la vie quotidienne comme la grande fête du Baïram (Solitude, XVI), les théâtres de Karagueuz (Solitude, XVII) réception chez Izeddin- Ali-effendi (Eyoub à deux, LIV), l'éclipse de lune (Eyoub à deux, XXVI) ou la vie au harem (Eyoub à deux, XIV). Comme il s'attache à peindre les décors et la richesse des costumes orientaux (Mané, Thécel, Pharès, VIII).

### Baroqueetdécadentisme

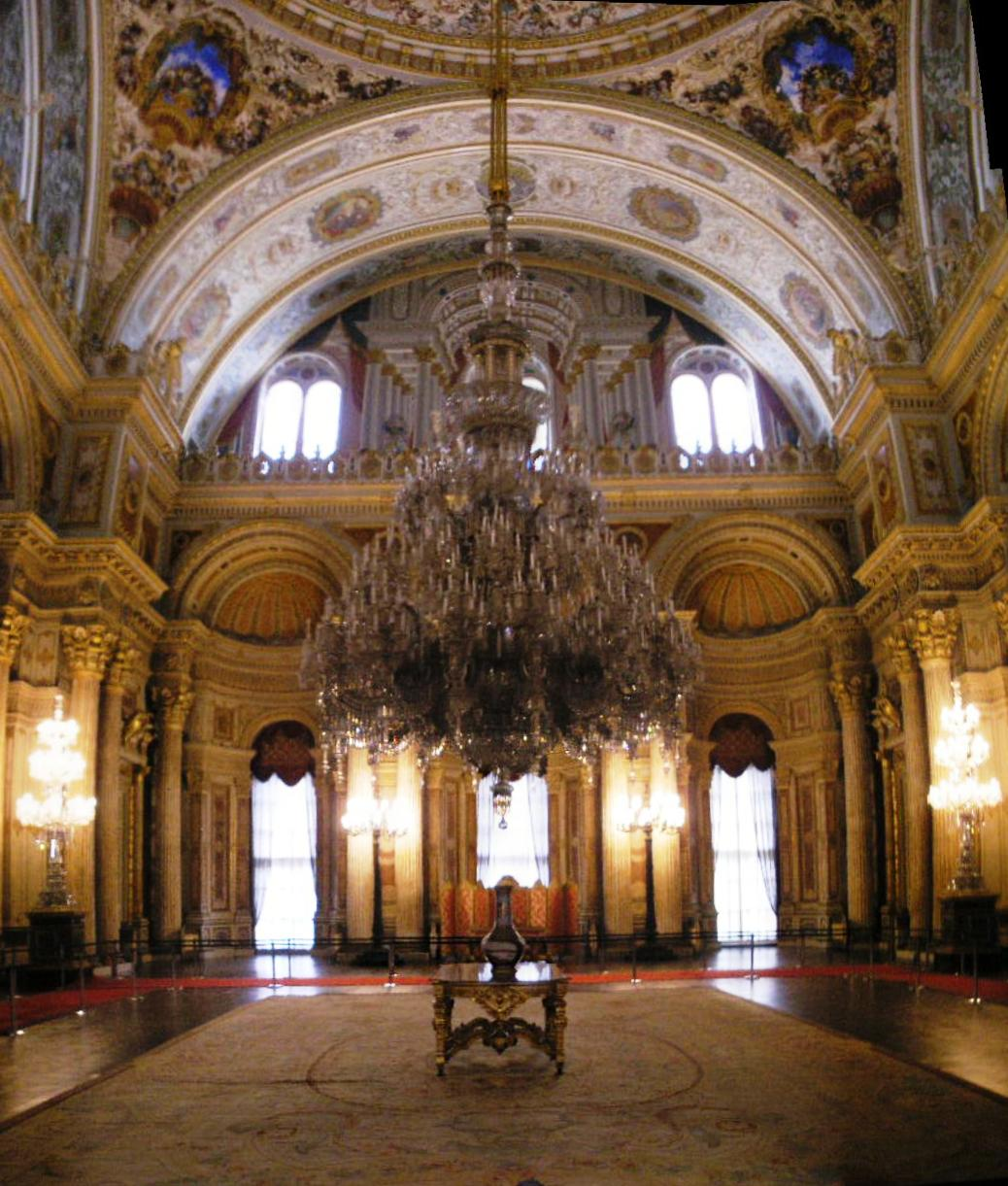
Le hall des cérémonies, palais de Dolmabahçe à Istanbul.

Littérairement, le roman est difficile à rattacher à un courant littéraire, publié à l’époque des grands œuvres de Zola, il ne correspond pas aux critères naturalistes mais rejoint une esthétique baroque et décadentiste avec le goût de la mise en scène et du déguisement, l’amour du merveilleux exotique, la traduction de l’incertain, l’ambiguïté du vrai et du faux, la fascination pour la mort et la dissolution.

### L’image de la femme

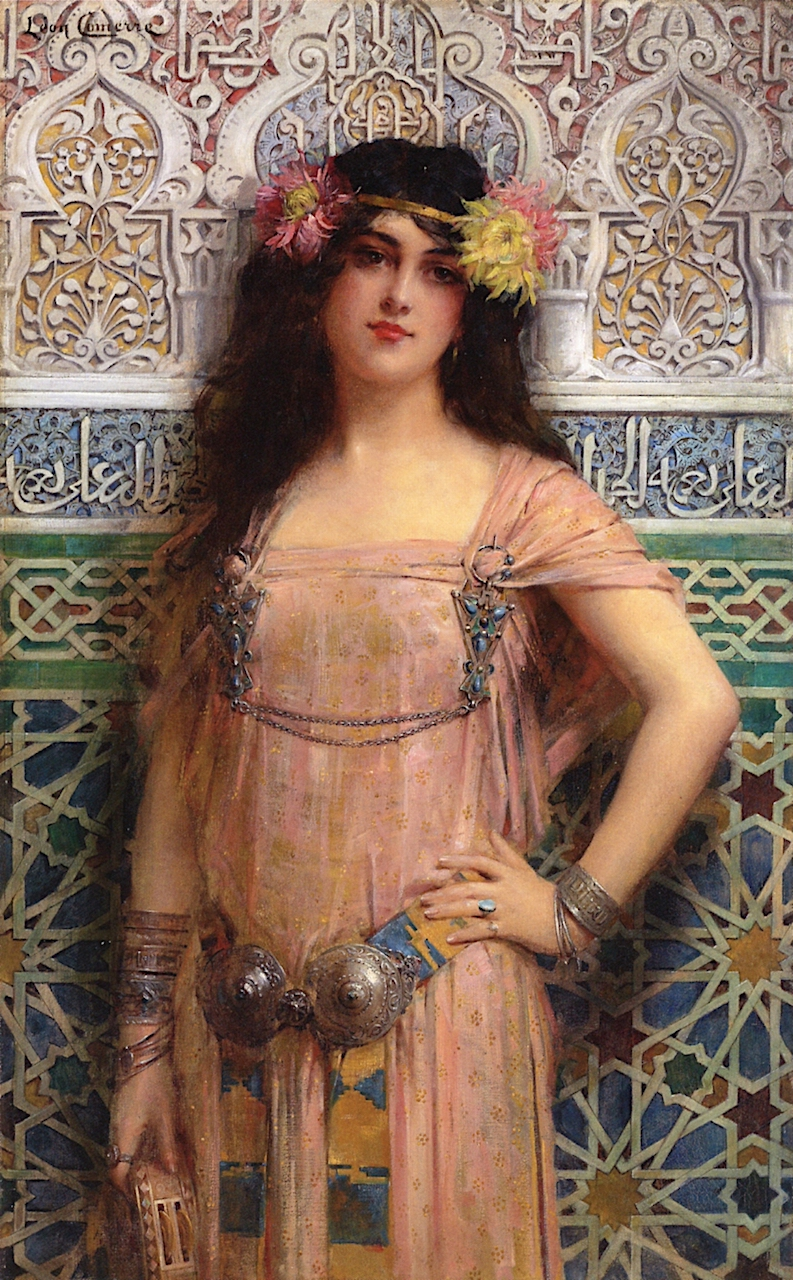
Jeune femme orientale (Léon Comerre).

Si Aziyadé apparaît bien comme un personnage important du roman et lui fournit même son titre, sa psychologie n’est jamais très approfondie : Loti la décrit comme une odalisque sensuelle et amoureuse, mystérieuse et exotique, simple et naturelle, mais sans initiative ni véritable personnalité et toujours inférieure au héros. Marie-Paule de Saint-Léger (dans Pierre Loti l’insaisissable) analyse d’ailleurs la double misogynie de Pierre Loti : personnage masculin il se donne un statut de virilité absolue en se mettant dans la position avantageuse du maître de la vie et de la mort en faisant mourir la Circassienne de son absence. Mais aussi comme Européen puisqu’il considère que la conquête de la femme est une conquête du pays, du moins sa métaphore.

### Une œuvre engagée?
Très fréquemment, Pierre Loti fait montre d'une turcophilie marquée (« Volontiers je partirais avec eux, me faire tuer aussi quelque part au service du Sultan. ») et prend le parti de l'Empire ottoman disloqué par les puissances européennes. Il tient des propos que l'on qualifierait aujourd'hui de discriminatoires à propos des minorités arménienne, juive ou chrétienne d'Istanbul : « L'immonde population grecque [...] depuis que la Constitution leur conférait le titre immérité de citoyens » (ch. XXXI).

## Adaptations
- Une bande dessinée (un roman graphique de 128 pages) a été réalisée par Franck Bourgeron (scénario et dessin) aux Éditions Futuropolis (2007)[6]
- Une adaptation sous forme de comédie musicale (livret de Alain Hardouin ; musique par Christian Perrain) a été montée[7]
- En 2018, Florient Azoulay et Xavier Gallais écrivent et créent Le Fantôme d'Aziyadé, une adaptation théâtrale d'Aziyadé et de Fantôme d'Orient.[8]

## Prolongements
- Le roman, publié en 1879, fait l’objet d’une suite titrée Fantôme d’Orient publiée par Pierre Loti en 1892.
- Une édition bibliophilique illustrée d'aquarelles de Henri Farge paraît en 1928 aux éditions André Plique.
- Le roman Aziyadé a inspiré une chanson, du même titre, de Jean-Jacques Debout créée en 2004 et parue dans l'album Bourlingueur des étoiles en 2012.
- Il a également inspiré le parfum Aziyadé de Parfum d'Empire créé en 2008 par Marc-Antoine Corticchiato.
- Le nom d’Aziyadé est utilisé dans de nombreux domaines commerciaux : café et hôtels à Istanbul, au Maroc, parfums, cours de danse orientale
- Le souvenir de Pierre Loti ami de la Turquie est perpétué par le nom d’un établissement d’enseignement français situé à Istanbul : le lycée Pierre-Loti.

- Pierre Loti aurait volé la stèle funéraire de sa bien-aimée en la remplaçant par une autre et aurait placé la stèle volée dans la pièce-mosquée de sa maison de Rochefort-en-Mer, en France[9]. Mais dans Fantôme d’Orient publié en 1892 et où Pierre Loti raconte son pèlerinage à Istanbul des années après sa séparation d’avec Aziyadé, il n’emporte qu’une plante poussée au pied de la borne funéraire en souvenir, après un dernier geste d’amour : « Je m’étends doucement et j’embrasse cette terre, au-dessus de la place où doit être le visage mort. »[10]

- Pierre Loti aurait fixé des dispositions précises pour son inhumation et fut enterré dans la propriété familiale de l’île d'Oléron « tourné vers l'Orient, avec sa pelle d’enfant et les lettres d’Aziyadé »[11]. Mais Aziyadé était elle-même illettrée, et cette information reprise par certains biographes tient de l'invention et de rumeurs erronées.